# Itsy bitsy teenie weenie yellow polka dot bikini
Itsy bitsy teenie weenie yellow polka dot bikini is een lied geschreven door Paul Vance (1929-2022) en Lee Pockriss.

## Algemeen
De eerste die het uitbracht was Brian Hyland, maar daarna volgden er nog tal van opnamen. De artiesten die het zongen zijn in een breed spectrum te vinden, van The Muppets tot Devo. Niet alle covers waren daarbij even serieus te noemen. Er is bijvoorbeeld een variant bekend onder de titel Itsy bitsy teenie weeny Honolulu-strandbikini, gezongen door Caterina Valente, maar ook door de Duitse punkband Die Toten Hosen. Het lied verscheen ook in andere talen:
- Pezzettini di bikini (Kleine bikinidelen, Italiaans)
- Biquíni de Bolhinha Amarelinha tao pequenininho (Heel kleine bikini met gele bolletjes, Brazilië)
- Бански на лалета (Tulpenzwempakje, Bulgaars)
- Pikku pikku bikineissä (In een kleine, kleine bikini, Finland)
- Bikini Amarillo (Gele bikini, Spaans)

Vance duidde het lied aan als een geldmachine en kreeg daar later nog last mee. Ene Paul Van Valkenburgh beweerde de echte schrijver van het lied te zijn om het vervolgens te verkopen. De namen Van Valkenburgh en Vance werden door elkaar gehaald en zo kwam het dat Vance zijn eigen necrologie (maar dus eigenlijk van Van Valkenburgh) kon lezen.
Het lied gaat over een meisje dat naar het strand gaat. Ze trekt haar gestippelde bikini in het kleedhokje aan en schaamt zich dan om naar buiten te komen. Eenmaal op het strand, blijft ze gewikkeld in een badhanddoek. En als ze uiteindelijk in het water is durft ze er nauwelijks uit te komen.
De weinig verhullende bikini dateert uit 1946 en gold in de tijd van het liedje nog als tamelijk gewaagd. De tekst kon niet voorkomen dat de verkoop van bikini’s behoorlijk steeg, mede doordat ook surfen in de mode kwam.

## Brian Hyland
De single van Brian Hyland verkocht het best. Hij is afkomstig van zijn album Bashful blond. John Dixon begeleidde het nummer met zijn orkest. Het was Hylands eerste hitsingle.
Deze versie is ook te horen in One, Two, Three van Billy Wilder. Daarin wordt de hoofdrolspeler Otto, gespeeld door Horst Buchholz, door het eindeloos herhalen van dit lied min of meer gemarteld door de politie van Oost-Duitsland. Hij wordt verdacht van spionage.

### Hitnotering
In de Billboard Hot 100 haalde het plaatje in 15 weken notering de eerste plaats en bleef Hylands best verkochte single aller tijden. In het Verenigd Koninkrijk stond het 13 weken genoteerd met plaats 8 als hoogste notering. Nederland en België hadden toen nog geen hitparades, maar indicaties in de lijsten van Muziek Expres lieten voor Nederland ook aanzienlijke verkopen zien. Het plaatje stond er 4 maanden in genoteerd.

#### NPO Radio 2 Top 2000
Itsy bitsy teenie weenie yellow polka dot bikini stond alleen in 1999 in de NPO Radio 2 Top 2000, op plek 1919.

### Albert West
Hyland ging in 1988 op herhaling. Hij zong het toen samen met Albert West de Single Top 100 in. Een grote hit werd het niet, in acht weken kwam het niet boven plaats 43 uit. Dat is direct een indicatie waarom het de Nederlandse Top 40 niet haalde.

### Bombalurina
In 1990 kwam er een Britse versie van Bombalurina op de markt. Deze versie haalde daar in 13 weken 3 weken de eerste plaats. In Nederland en België verkocht die single nauwelijks.

### Weer Albert West
In 2003 ging Albert West op herhaling. Hij zong een parodie en werd begeleid door de Band Zonder Banaan. De parodie haalde opnieuw de Single Top 100 en scoorde zes weken met als hoogste plaats 39.